# 巴哈奇卡
49°59′0″N 38°22′41″E / 49.98333°N 38.37806°E
巴哈奇卡（烏克蘭語：Багачка）是位於烏克蘭東部的村莊，由盧甘斯克州斯瓦托韋區的特羅伊茨凱市鎮負責管轄。該村始建於1749年，面積242.2平方公里，海拔高度160米，2001年人口537，人口密度每平方公里2.2人。